# Demangan (Gondokusuman)
Demangan is een bestuurslaag in het regentschap Jogjakarta van de provincie Jogjakarta, Indonesië. Demangan telt 10.551 inwoners (volkstelling 2010).